# بوکشه
شهر بوکشه (به رومانیایی: Bocşa) در شهرستان کرش-سورین در کشور رومانی واقع شده‌است. جمعیت این شهر ۱۹٬۰۲۳ نفر  است.